# 全力バタンキュー
「全力バタンキュー」（ぜんりょくバタンキュー）は、A応Pの楽曲。池波晏寿が作詞・作曲を手掛け、テレビアニメ『おそ松さん』の第2クールオープニングテーマに起用された。ユニットの5枚目のシングルとして2016年2月10日にアルテメイトから発売された。

## 背景
A応Pは「アニメ勝手に応援プロジェクト」として2013年にアニメ好きの女性7人で結成されたユニットであったが、2015年10月放送開始のテレビアニメ『おそ松さん』オープニングテーマ「はなまるぴっぴはよいこだけ」のヒットにより一躍有名になった。A応Pのメンバーはデビュー以来何度か入れ替わっており、本楽曲が発表された2016年2月現在は6人（荻野沙織、桜奈里彩、巴奎依、広瀬ゆうき、福緒唯、水希蒼）で活動している。
表題曲「全力バタンキュー」は、「はなまるぴっぴはよいこだけ」に引き続き、『おそ松さん』の第2クールオープニングテーマに起用された。伴奏に和楽器が使用されており、ミュージック. ビデオも城を舞台としたり忍者を登場させるなど和風を意識した演出がとられている。
「全力バタンキュー」は2016年11月3日にEPとして単体で発売されたほか、2016年12月24日発売のミニアルバム『全力バタンキューはよいこだけ』に「はなまるぴっぴはよいこだけ」と共に再録され、後者には同曲のリミックスバージョンも収録された。

### 制作
『全力バタンキュー』のプロデュースは、『はなまるぴっぴはよいこだけ』に引き続き南寛将が務めた。
アニメのイメージを基にコンペティションが開かれ、「おそ松さんの世界観を踏襲しつつも違った世界観を見せてくれる」という理由で池波晏寿の案が採用された。
アニメの視聴者に平成生まれが多いということから、「前作のテイストを踏襲しつつも、昭和的なフレーズを聞いて逆に新鮮に思えるようにし、「バタンキュー」といった言葉を取り入れた」と南はアニメイトTVとのインタビューで述べている。

## リリース
2016年1月13日からTVサイズがiTunes Storeおよびレコチョクで先行配信された。2016年2月10日にアルテメイトからシングルが発売された。カップリングとしてテレビ東京『あにむす!』オープニングテーマ「二次元ポケット」を収録している。
シングルは、発売初週に2.5万枚を売り上げ、2月22日付けのオリコン週間シングルチャートでグループ初の初登場2位を獲得した。ビルボード・ジャパンHOT 100では初登場とその翌週で最高位4位を記録、100位以内に計13週滞在し、オリコンでは達成していない年間チャートTOP 100入りも果たしている（81位）。

## シングル収録曲
| #  | タイトル                           | 作詞・作曲 | 編曲              | 時間 |
| -- | ---------------------------------- | ---------- | ----------------- | ---- |
| 1. | 「全力バタンキュー」               | 池波晏寿   | 有木竜郎 池波晏寿 | 4:10 |
| 2. | 「二次元ポケット」                 | 杉本善徳   | 杉本善徳          | 3:58 |
| 3. | 「全力バタンキュー」(TV Version)   |            |                   | 1:34 |
| 4. | 「全力バタンキュー」(Instrumental) |            |                   | 4:10 |
| 5. | 「二次元ポケット」(Instrumental)   |            |                   | 3:55 |

## チャート
| チャート（2016年）                | 最高位 |
| --------------------------------- | ------ |
| オリコン週間                      | 2      |
| オリコン月間                      | 10     |
| Billboard Japan Hot 100           | 4      |
| Billboard Japan Hot Animation     | 2      |
| Billboard Japan Hot Singles Sales | 2      |

## 音楽ゲームへの収録
「全力バタンキュー (TV Version)」については、第1クールOPテーマ「はなまるぴっぴはよいこだけ」に続いて、2016年2月4日よりコナミデジタルエンタテインメント（現：コナミアミューズメント）の音楽ゲーム「BEMANIシリーズ」の複数作品に収録された。2016年2月4日時点での収録機種は『pop'n music éclale』と『jubeat prop』の2作品。さらに、2016年2月17日からは『GITADORA Tri-Boost』と『REFLEC BEAT VOLZZA』、2016年3月17日からは『BeatStream アニムトライヴ』にも追加収録された。
また、コナミデジタルエンタテインメントのiOS・Android向け音楽ゲームにも、2016年7月8日より『jubeat plus』『REFLEC BEAT plus』に「A応P」packとして、「はなまるぴっぴはよいこだけ」「青春セッション PARADISE」「Stay Gold」とともに配信された。
セガゲームスが運営するiOS・Android向けミュージカルリズムゲーム『夢色キャスト』にも、2016年6月22日から7月6日まで期間限定で行われたコラボレーション記念イベント「特別公演 おそ松さん」にて、同年6月26日より本楽曲が収録された。「はなまるぴっぴはよいこだけ」「SIX SAME FACES 〜今夜は最高!!!!!!〜」「SIX SHAME FACES 〜今夜も最高!!!!!!〜」も収録されている。
2016年7月21日からはタイトーの『GROOVE COASTER3 LINK FEVER』にも収録、2017年3月15日からはバンダイナムコエンターテインメントの『太鼓の達人 イエローVer.』にも収録（カバー音源）、2017年11月10日からはバンダイナムコエンターテインメントの『シンクロニカ』にも収録、2018年3月8日からはセガ・インタラクティブの『CHUNITHM STAR PLUS』にも収録されている。